# Skærum Sogn
Skærum Sogn er et sogn i Frederikshavn Provsti (Aalborg Stift).
I 1800-tallet var Skærum Sogn anneks til Åsted Sogn. Begge sogne hørte til Horns Herred i Hjørring Amt. Åsted-Skærum sognekommune blev ved kommunalreformen i 1970 indlemmet i Frederikshavn Kommune.
I Skærum Sogn ligger Skærum Kirke og herregården Eget.
I sognet findes følgende autoriserede stednavne:
- Hovbak (bebyggelse)
- Rishøj (areal)
- Skærum (bebyggelse, ejerlav)
- Skærum Kirkeby (bebyggelse, ejerlav)
- Trøderup (bebyggelse)
- Vognsbæk (bebyggelse)
- Ørnhøj (areal)